# 教育コーチング
教育コーチング（きょういくコーチング）は、社団法人日本青少年育成協会が認定する、コーチングメソッドである。

## 概要
日本青少年育成協会主席研究員の小山英樹を中心として開発された もので、「傾聴」「質問」「承認」の各技法を用いて、青少年の能力や意欲を引き出し、自立を支援していくコミュニケーションスキルである。

## 特徴
教育コーチングはコミュニケーションスキルではあるが、この技法を用いるコーチ自身の「あり方」や「信念」を重視するという点に特徴がある。
その概念は「4つのトライアングル」によって示されている。
また、保護者向けのコーチングプログラムである「パパ・ママコーチング」も、教育コーチングに準拠したプログラムである。